# 科姆拉·阿贝利·贝德马
科姆拉·阿贝利·贝德马（埃维语：Komla Agbeli Gbedemah；1913年6月17日-1998年7月11日）是加纳政治人物，曾在1954年至1961年间，任加纳恩克鲁玛政府的财政部长，许多人称呼他“非洲的贝德”。科姆拉的祖籍在加纳沃尔特地区安亚科镇。

## 早年人生和教育
科姆拉于1913年6月17日出生在尼日利亚瓦里的埃维人家庭。1925年至1929年间，他在海岸角的姆凡齐皮姆学校攻读中等教育。中等教育结业后，他又升入阿奇莫塔大学，并在此学习到1933年。

## 教师和商人生涯
科姆拉早年在加纳东部地区阿克罗庞的一所高中任教。1939年，他成为了詹姆斯敦阿克拉学院的一名科学老师。除了教书，他还做着木材和甜食的生意。1943年，他辞去了阿克拉学院的教员职位，全职从事木材贸易。

## 政治生涯
贝德马曾是联合黄金海岸大会的成员，后来和夸梅·恩克鲁玛博士一同退出并创立大会人民党（CPP）。贝德马的组织能力令自己成为了党的重要成员。 1951年2月8日的议会选举中，恩克鲁玛当选为议员，对此，贝德马起到了很大的作用。当恩克鲁玛仍被殖民当局关押在监狱里时，贝德马已经为他组织好了所有的竞选活动。最终，恩克鲁玛赢得了阿克拉市中心的席位，他于是在1951年2月12日获释，并被邀请去组建政府。有些报告称，恩克鲁玛从詹姆斯堡监狱中获释时，第一个来迎接他的人就是贝德马。
贝德马后来也胜选进入议会，还成为了恩克鲁玛政府的第一任卫生和劳工部长。1954年，他就任财政部长，并一直担任到1961年。任内，他成功促使本不情愿的美国支持阿科松博坝的建设。后来，因为与恩克鲁玛的关系恶化，他在1961年5月被恩克鲁玛降职称卫生部长。美国有资料说，贝德马曾想过推翻恩克鲁玛。资料中引用了贝德马的一句话：“我并不想这么做，但这个国家已经受够了恩克鲁玛的自大、任性和疯狂。”1961年9月，恩克鲁玛要求贝德马辞职。
当年末，贝德马与恩克鲁玛之间的关系因贝德马察觉恩克鲁玛缺乏财政纪律而进一步恶化，令贝德马被迫流亡。据称，他逃走的时候，政府正要对他进行预防性拘留。众所周知，在流亡期间，他仍然在游说美国支持阿科松博坝建设工程。
之后，贝德马成立了国民自由同盟，并领导它参加1969年大选。他从詹姆士·布朗的一首著名歌曲中挑选出了自己的竞选口号：“大声喊出：‘我是黑人，我骄傲！’”选举结束后，贝德马被禁止进入议会。大选举办前，最高法院作出过裁决，支持NLC禁止被控金融犯罪的CPP成员在十年内担任公职的决定。这个决定令贝德马不再积极参与政治活动。

### 霍华德·约翰逊餐厅事件
贝德马曾遇到一件令他在美国家喻户晓的事件：他在多佛的霍华德·约翰逊餐厅用餐时，被餐厅拒绝服务。于是，他对经理说：“这里的人的社会地位都比我低，可是，他们可以在这里喝饮料，我们就不能。你们尽管把那杯橙汁和那些零钱留着好了，不过，这绝不会是你们最后一次听见我这些话。”这件事令时任美国总统德怀特·D·艾森豪威尔邀请他至白宫享用早餐，并向他致以郑重道歉。

## 职位
关于部长职位，请见文末。
- 领袖 - 人民争取自由和正义运动 (1991年-?)
- 创始人及领袖 - 国民自由同盟 (1969年)
- 成员 - 加纳议会 (1951 - ?)
- 经理及编辑 - 《阿克拉晚间新闻（英语：Accra Evening News）》 (1949年-?)
- 副主席 - 大会人民党 (1949年-?)

## 著作
- 贝德马，科姆拉·阿贝利.《“所有人都能拥有工作和幸福”将不会实现》；这是贝德马给予夸梅·恩克鲁玛博士的公开信件及呼吁，对新拟定的加纳七年发展计划提出了批评。[n.p.], 1962. [32p].[17]